# Lac Girouard (rivière Mégiscane)
Pour les articles homonymes, voir Girouard.
Le lac Girouard est un plan d'eau douce traversé par la rivière Mégiscane, dans la partie Nord-Est du territoire de Senneterre (ville), dans la municipalité régionale de comté (MRC) de La Vallée-de-l'Or, dans la région administrative du Abitibi-Témiscamingue, dans la province de Québec, au Canada.
Le lac Girouard est situé entièrement dans le canton de Girouard. La foresterie constitue la principale activité économique du secteur. Les activités récréotouristiques arrivent en second. 
Le bassin versant du lac Girouard est accessible grâce à la route du lac Faillon (sens Est-Ouest) qui passe sur le côté Sud du lac Girouard ; en sus, une autre route forestière (sens Est-Ouest) dessert un secteur au Nord-Ouest de la rivière Mégiscane qui comporte notamment la partie Sud de la Réserve de biodiversité du Lac Wetetnagami.
La surface du lac Girouard est habituellement gelée du début novembre à la mi-mai, toutefois la circulation sécuritaire sur la glace se fait généralement de la mi-novembre à la mi-avril.

## Géographie
La partie Nord du lac Girouard est traversé sur 4,6 km vers le sud-ouest par la rivière Mégiscane. Une longue baie de 10,1 km s’étend vers le sud dans le canton de Girouard. Ce lac comporte une longueur totale de 14,1 km et une largeur maximale de 1,1 km. La surface de ce lac est une altitude : 373 m.
L’embouchure du lac Girouard est localisée du côté sud du lac. Cette embouchure du lac Girouard est à :
- 61,5 km au nord-est de l’embouchure de la rivière Mégiscane (confluence avec le lac Parent (Abitibi) ;
- 58,7 km à l’Est de l’embouchure du lac Parent (Abitibi) ;
- 360 km au sud-est de l’embouchure de la rivière Nottaway (confluence avec la Baie de Rupert) ;
- 70,5 km au nord-est du centre-ville de Senneterre (ville) ;
- 78,0 km au sud-est du centre du village de Lebel-sur-Quévillon[1].

Les principaux bassins versants voisins du lac Girouard sont :
- côté nord : rivière Mégiscane, rivière Achepabanca, lac Achepabanca, rivière Capousacataca ;
- côté est : rivière Mégiscane, rivière Berthelot, lac Valmy, lac Berthelot (rivière Mégiscane), rivière Whitegoose ;
- côté sud : ruisseau Canyon, lac Valmy, rivière Attic ;
- côté ouest : rivière Mégiscane, lac Valets, rivière Delestres.

## Toponymie
L’hydronyme « lac Girouard » est lié à celui du canton de Girouard. Le terme « Girouard » constitue un patronyme de famille d’origine française.
Le toponyme « lac Girouard » a été officialisé le 5 décembre 1968 par la Commission de toponymie du Québec, soit lors de sa création.